# Ilze Viņķele
Ilze Viņķele, née le 27 novembre 1971 à Rēzekne, est une femme politique lettonne, membre de Développement/Pour ! (AP). 

## Biographie
Adhérente de Pour la patrie et la liberté (TB/LNNK) en 2001, elle est secrétaire parlementaire auprès du ministre sans portefeuille, chargé des Fonds communautaires de novembre 2006 à février 2008. En 2008, elle rejoint l'Union civique (PS), et est élue deux ans plus tard députée à la Saeima sous les couleurs de la coalition Unité. Elle devient alors présidente de la commission des Affaires économiques et vice-présidente du groupe parlementaire d'Unité.
Elle est réélue lors des élections législatives anticipées du 17 septembre 2011, et nommée, le 25 octobre, ministre du Bien-être social. Lors de la formation du gouvernement Straujuma I le 22 janvier 2014, elle cède son poste à l'écologiste Uldis Augulis et quitte l'exécutif.
Elle devient ministre de la Santé le 23 janvier 2019. Elle est remplacée par Daniels Pavļuts deux ans plus tard.